# Gonzalo Bertranou
Gonzalo Bertranou (n. el 31 de diciembre de 1993 en Mendoza) es un jugador argentino de rugby que juega en la posición de medio scrum.

## Carrera
Formado en Los Tordos Rugby Club de Mendoza, lleva la vida ligada al rugby, empezando a jugar desde los 4 años.
Fue integrante de los Jaguares en el Super Rugby. Integró el seleccionado juvenil M-20 (2013) Los Pumitas, la selección de la Unión de Rugby de Cuyo de la que fue capitán en 2015, y continuó su relación con la UAR jugando en Argentina XV (2014-2016) y en el seleccionado mayor Los Pumas (desde 2015). Ha sido campeón del Americas Rugby Championship en 2014 con Argentina XV.
Tuvo un importante paso por el rugby galés jugando para el Dragons RFC (2021 a 2024) y el Cardiff Rugby (2024), ambos clubes que compiten en la United Rugby Championship. En 2025 fichó por una temporada por RFC Los Angeles, club norteamericano que participó en la Major League Rugby hasta esa temporada.

## Participaciones en Copas del Mundo
| Mundial                       | Sede    | Resultado      | PJ | Tries |
| ----------------------------- | ------- | -------------- | -- | ----- |
| Copa Mundial de Rugby de 2019 | Japón   | Fase de grupos | 1  | 1     |
| Copa Mundial de Rugby de 2023 | Francia | 4.º Puesto     | 4  | 0     |

## Relaciones familiares
Su padre, Miguel Bertranou, integró Los Pumas y jugó 14 test maches entre 1988 y 1993.